# Francesco Traini

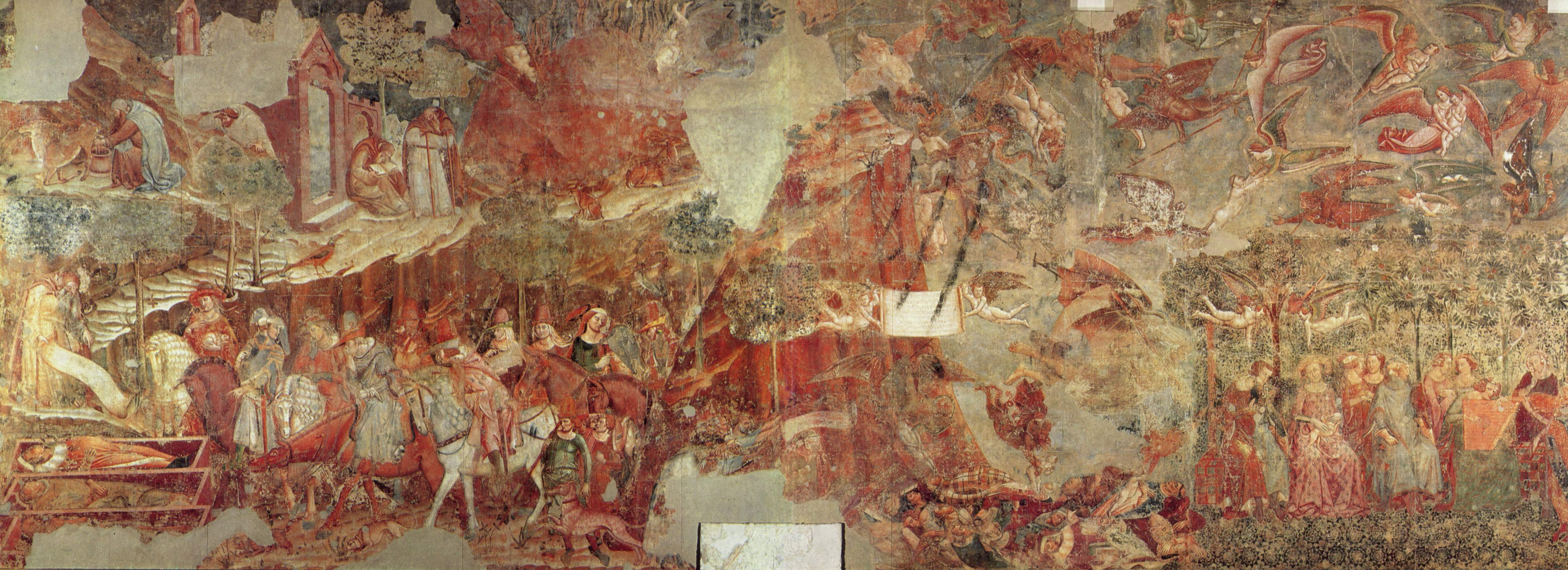
O Triunfo da Morte

Francesco Traini foi um pintor italiano que trabalhou entre 1321 e 1365 em Pisa e Bolonha. 

## Obras
Com certeza há somente um trabalho que é de Traini: em 1345 ele assinou e datou um políptico da igreja de Santa Catarina, em Pisa. 
Por comparação de estilo, parece ser a opinião geral entre os estudiosos de que muitos dos grandes afrescos do Camposanto Monumentale em Pisa são dele, incluindo O Julgamento Final, O Inferno, as Lendas dos Eremitas e o famoso Triunfo da Morte (que muitos atribuem ainda a Buonamico Buffalmacco).
O Triunfo da Morte é considerado uma das melhores e mais poderosas obras do Trecento porque mostra a onipresença da morte de forma drástica. Isso pode ser visto também de forma marcante na Danse Macabre. O triunfo da morte é anterior à peste negra (segundo Jean-Claude Schimitt, em "O corpo das imagens"). A Peste Negra ocorreu  no final de 1340. 
Infelizmente, a maioria dos afrescos do Camposanto foram destruídas pelos bombardeios aliados na Segunda Guerra Mundial. 

## Triunfo da Morte
"Apesar de alguns estudiosos atribuí-lo a Buonamico Buffalmacco, o Trionfo della Morte foi usado pelo historiador da arte Millard Meiss em 1951 como um exemplo fundamental para provar sua teoria sobre a influência da Peste Negra na espiritualidade contemporânea. Ele acreditava que a pintura, que mostra a implacável onipresença da morte, é uma reação aos horrores da epidemia de 1348. Mais tarde, a obra foi re-datada e, uma vez que a pintura era originalmente na parede exterior do cemitério da cidade em Pisa, sua função seria apenas lembrar a certeza da morte e da necessidade de salvação através da igreja. As imagens não são, então, influenciadas pelo sofrimento e a morte recentes causados pela praga, mas pela mortalidade. Projetado por um membro do Colégio dominicano em Pisa, o fresco reflete os ideais da ordem e sua ênfase no julgamento e a necessidade de as pessoas se afastarem das tentações do mundo. Ele articula uma visão da sociedade, apresentada pela ordem dominicana em que a pecaminosidade é a causa do sofrimento.
O espaço de fundo não é tratado naturalmente, mas estabelece divisões entre os diferentes grupos simbólicos de figuras. Cada zona espacial refere-se a uma ideia diferente comunicada, como a tentação, o julgamento, a morte e o sofrimento. A paisagem é tratada simbolicamente. A área rochosa representa o ascetismo do eremita enquanto os prazeres terrestres da terra fértil."